# وزارت ترس
وزارت ترس (به انگلیسی: The Ministry of Fear) نام رمانی است که توسط گراهام گرین، نویسندهٔ اهل انگلستان، نوشته شده و در سال ۱۹۴۳ منتشر شده‌است.